# Podargus papuensis
Podargus papuensis é uma espécie de ave da família Podargidae.
Pode ser encontrada na Austrália, Indonésia e Papua-Nova Guiné